# روزالين سومنرز
روزالين ديان سومنرز (ولدت في 20 أبريل 1964) هي متزلجة فنية أمريكية، حصلت على الميدالية الذهبية في بطولة العالم للناشئين في عام 1980، وبطلة الولايات المتحدة الوطنية في أعوام 1982 و1983 و1984، وبطلة العالم عام 1983، وفازت بالميدالية الفضية في دورة الألعاب الأولمبية الشتوية 1984 بعد كاتارينا ويت. ، تحولت سامنيرز إلى الاحتراف وتزلجت أولاً مع ديزني أون آيس، ثم ستارز أون آيس، وقامت بجولات احترافية حتى عام 1999. وتزوجت لاحقًا من وكيلها بوب كاين، نائب رئيس شركة آي إم جي. وفي مسقط رأسها إدموندز بواشنطن تمت إعادة تسمية الجادة الخامسة السابقة منذ ذلك الحين باسم "شارع روزالين سامنيرز"، وبعد بطولة العالم التي فازت بها، تم تعيينها "عمدة فخرية" لإدموندز.

## حياتها الشخصية
في 24 أبريل 2004، تزوجت سومنر من نائب رئيس شركة آي إم جي بوب كاين.